# Canton de Châteauneuf-sur-Sarthe
Le canton de Châteauneuf-sur-Sarthe est une ancienne division administrative française située dans le département de Maine-et-Loire et la région Pays de la Loire.
Il disparait aux élections cantonales de mars 2015, réorganisées par le redécoupage cantonal de 2014.

## Composition
Le canton de Châteauneuf-sur-Sarthe groupe quinze communes. Il compte 13 267 habitants (population municipale) au 1er janvier 2012.
| Nom                                | Code Insee | Intercommunalité                 | Population (dernière pop. légale) |
| ---------------------------------- | ---------- | -------------------------------- | --------------------------------- |
| Châteauneuf-sur-Sarthe (chef-lieu) | 49080      | CC des Vallées du Haut-Anjou     | 3 137 (2014)                      |
| Brissarthe                         | 49051      | CC du Haut Anjou                 | 624 (2014)                        |
| Champigné                          | 49065      | CC du Haut Anjou                 | 2 121 (2014)                      |
| Champteussé-sur-Baconne            | 49067      | CC de la Région du Lion d'Angers | 228 (2013)                        |
| Chemiré-sur-Sarthe                 | 49093      | CC des Portes-de-l'Anjou         | 260 (2013)                        |
| Chenillé-Changé                    | 49095      | CC de la Région du Lion d'Angers | 140 (2013)                        |
| Cherré                             | 49096      | CC du Haut Anjou                 | 544 (2014)                        |
| Contigné                           | 49105      | CC du Haut Anjou                 | 766 (2014)                        |
| Juvardeil                          | 49170      | CC des Vallées du Haut-Anjou     | 800 (2014)                        |
| Marigné                            | 49189      | CC du Haut Anjou                 | 697 (2014)                        |
| Miré                               | 49205      | CC des Vallées du Haut-Anjou     | 1 033 (2014)                      |
| Querré                             | 49254      | CC du Haut Anjou                 | 333 (2014)                        |
| Sceaux-d'Anjou                     | 49330      | CC des Vallées du Haut-Anjou     | 1 151 (2014)                      |
| Sœurdres                           | 49335      | CC du Haut Anjou                 | 390 (2014)                        |
| Thorigné-d'Anjou                   | 49344      | CC des Vallées du Haut-Anjou     | 1 199 (2014)                      |

## Géographie
Situé dans la partie orientale du Segréen, ce canton est organisé autour de Châteauneuf-sur-Sarthe dans l'arrondissement de Segré. Sa superficie est de plus de 237 km2 (23 707 hectares), et son altitude varie de 16 mètres (Châteauneuf) à 83 mètres (Marigné), pour une altitude moyenne de 46 mètres.
| Nom de la commune       | Surface (ha) | Alt. mini (m) | Alt. maxi (m) |
| ----------------------- | ------------ | ------------- | ------------- |
| Brissarthe              | 1 699        | 17            | 78            |
| Champigné               | 2 270        | 21            | 80            |
| Champteussé-sur-Baconne | 1 148        | 24            | 77            |
| Châteauneuf-sur-Sarthe  | 1 439        | 16            | 72            |
| Chemiré-sur-Sarthe      | 662          | 18            | 69            |
| Chenillé-Changé         | 530          | 17            | 72            |
| Cherré                  | 1 391        | 35            | 74            |
| Contigné                | 2 331        | 19            | 77            |
| Juvardeil               | 1 895        | 16            | 77            |
| Marigné                 | 2 441        | 20            | 83            |
| Miré                    | 1 773        | 24            | 81            |
| Querré                  | 1 241        | 37            | 80            |
| Sceaux-d'Anjou          | 1 718        | 32            | 71            |
| Sœurdres                | 1 524        | 39            | 79            |
| Thorigné-d'Anjou        | 1 645        | 17            | 66            |

## Histoire
Le  canton de Châteauneuf-sur-Sarthe (chef-lieu) est créé en 1790. Il est intégré au district de Châteauneuf, puis en 1800 à l'arrondissement de Segré.
Dans le cadre de la réforme territoriale, un nouveau découpage territorial pour le département de Maine-et-Loire est défini par le décret du 26 février 2014. Le canton de Châteauneuf-sur-Sarthe disparait aux élections cantonales de mars 2015.

## Administration
Le canton de Châteauneuf-sur-Sarthe est la circonscription électorale servant à l'élection des conseillers généraux, membres du conseil général de Maine-et-Loire.

### Conseillers généraux de 1833 à 2015
| Période | Période      | Identité                                                  | Étiquette                      | Qualité |
| ------- | ------------ | --------------------------------------------------------- | ------------------------------ | --- |
| 1833    | 1852         | Gédéon Florentin de Marcombe                              | Libéral                        | Directeur de journal, Conseiller municipal d'Angers puis maire de Champigné, président du conseil général, député (1831-1834 et 1837-1839). |
| 1852    | 1871 (décès) | Augustin Le Chat de Tessecourt de Marthou (1807-1871)     |                                | Propriétaire du château de Marthou Maire de Cherré                                                                                          |
| 1871    | 1894 (décès) | Louis Eugène Janvier de La Motte                          | Appel au peuple (Bonapartiste) | Maire de Juvardeil |
| 1894    | 1898         | Louis-Pierre Pertué                                       | Républicain                    | Maire de Châteauneuf-sur-Sarthe |
| 1898    | 1903 (décès) | Comte Georges Retailliau                                  | Conservateur                   | Propriétaire à Contigné |
| 1903    | 1903 (décès) | Pierre Pertué                                             | Républicain                    | Fermier, maire de Châteauneuf-sur-Sarthe |
| 1903    | 1930 (décès) | Edmond Desnoës                                            | Conservateur                   | Maire de Chemiré-sur-Sarthe |
| 1931    | 1940         | Comte Robert Retailliau (1874-1962, fils de G.Retailliau) | Conservateur                   | Propriétaire Maire de Contigné, conseiller d'arrondissement                                                                                 |
|         |              |                                                           |                                | |
| 1943    | 1945         | Eugène Forget (1901-1994)                                 | Républicain national           | Agriculteur à La Pinstrie Conseiller d'arrondissement, adjoint au maire de Sœurdres Nommé conseiller départemental en 1943                  |
|         |              |                                                           |                                | |
| 1945    | 1958         | Victor Déneau                                             | JR-Rad.                        | Cultivateur, maire de Querré |
| 1958    | 1988         | Raymond Roinard (1913-1992)                               | DVD                            | Exploitant agricole Maire de Miré |
| 1988    | 2001         | Yves Constantin (1934-2009)                               | UDF                            | Maire de Châteauneuf-sur-Sarthe (1989-2001)                                                                                                 |
| 2001    | 2015         | Paul Jeanneteau                                           | UDF puis UMP                   | Pharmacien d'officine Député (2007-2012) Maire puis maire délégué de Champigné (1995-2020) Ancien vice-président du conseil général         |

### Résultats électoraux détaillés
- Élections cantonales de 2001 : Paul Jeanneteau (UMP) est élu au 1er tour avec 58,8 % des suffrages exprimés, devant Yves Constantin (UDF) (19,47 %), Dominique Esnault (VEC) (9,61 %) et Jean-Claude Deziles (PRG) (5,12 %). Le taux de participation est de 72,69 % (5 564 votants sur 7 654 inscrits)[12].
- Élections cantonales de 2008 : Paul Jeanneteau (UMP) est élu au 1er tour avec 76,17 % des suffrages exprimés, devant Étienne Garcia (PCF) (23,83 %). Le taux de participation est de 70,27 % (5 930 votants sur 8 439 inscrits)[13].

### Conseillers d'arrondissement (de 1833 à 1940)
Le canton de Châteauneuf avait deux conseillers d'arrondissement.
| Période                                  | Période          | Identité                                          | Étiquette            | Qualité |
| ---------------------------------------- | ---------------- | ------------------------------------------------- | -------------------- | --- |
| 1833                                     | 1848             | M. Bellanger                                      |                      | Propriétaire à Châteauneuf-sur-Sarthe                                                                       |
| 1833                                     | 1845             | Charles Guibourg-Pannetier                        |                      | Maire de Cherré                                                                                             |
| 1845                                     | 1847 (décès)     | Louis François Jacques Moreau-Maugars (1778-1847) |                      | Négociant à Angers, propriétaire à Juvardeil                                                                |
|                                          |                  |                                                   |                      | |
|                                          | 1886 (démission) | M. Trottier                                       | Républicain          | |
| 1886                                     |                  | Armand Briand                                     | Conservateur         | Agriculteur à Châteauneuf-sur-Sarthe                                                                        |
|                                          |                  |                                                   |                      | |
| 1919                                     |                  | Paul Brichet                                      |                      | Maire de Sceaux-d'Anjou, Président du Conseil d'arrondissement                                              |
| 1919                                     | 1931             | Comte Robert Retailliau                           |                      | Propriétaire à Contigné                                                                                     |
| 1931                                     | 1936 (décès)     | Joseph Hardouin                                   | Radical              | Président de la caisse de Crédit Agricole de Châteauneuf-sur-Sarthe                                         |
| 1931                                     | 1940             | Eugène Forget                                     | Républicain national | Cultivateur adjoint au maire de Sœurdres                                                                    |
| 1937                                     | 1940             | Joseph Allard                                     | Républicain national | Cultivateur à Sceaux-d'Anjou                                                                                |
| 1940                                     |                  |                                                   |                      | Les conseils d'arrondissement ont été suspendus par la loi du 12 octobre 1940 et n'ont jamais été réactivés |
| Les données manquantes sont à compléter. |                  |                                                   |                      | |

## Démographie
| 1962  | 1968  | 1975  | 1982   | 1990   | 1999   | 2006   | 2011   | 2012   |
| ----- | ----- | ----- | ------ | ------ | ------ | ------ | ------ | ------ |
| 8 376 | 8 645 | 9 042 | 10 149 | 10 078 | 10 226 | 11 668 | 13 156 | 13 267 |